# Juan Odilón Martínez García
Juan Odilón Martínez García (Santa Ana Ixtlahualcingo, Tenancingo, estado de México, 29 de abril de 1949) es un sacerdote y obispo mexicano que se desempeñó como el 3° obispo de la Diócesis de Atlacomulco, hasta el día 3 de julio de 2024.

## Biografía
Sus padres fueron Juan Martínez y Flora García. Realizó sus estudios primarios en el Colegio Pío Gregoriano, en Tenancingo, estado de México. 
Ingresó al Seminario Conciliar de Toluca en enero de 1964. En 1967, después de hacer sus estudios de Humanidades, fue aceptado por el Obispo Arturo Vélez Martínez en el Seminario Mayor. De 1967 a julio de 1970, cursó filosofía. 
En 1972 fue aceptado a la Tonsura y a las Órdenes Menores. En enero de 1974 fue aceptado al Sagrado Orden del Diaconado. 
El 29 de junio de 1974 recibió el Sagrado Orden del Presbiterado en la Diócesis de Toluca. 
Como sacerdote ocupó los cargos de vicario parroquial en Atlacomulco y después en San Francisco de Asís, Valle de Bravo. También fue párroco en Malacota y en Capultitlán. Entre 1981 y 1986 fue asesor de una comunidad del Seminario Mayor y profesor de filosofía en el mismo.
Inició y concluyó la especialidad en filosofía en la Universidad Pontificia de México (1986 - 1988)  A partir de 1989 fue profesor de diferentes asignaturas de filosofía en el Seminario Mayor. En el mes de enero de 1997 fue nombrado Rector del Seminario Conciliar de Toluca por S. E. Mons. Francisco Robles Ortega, servicio que hasta su nombramiento como Obispo he desempeñado. Ha colaborado en la revisión y redacción de documentos para la formación sacerdotal en el Seminario Diocesano de Toluca y en OSMEX. El 30 de abril de 2010 el papa Benedicto XVI lo eligió como III Obispo de Atlacomulco, Méx.
El 3 de julio de 2024 el Papa Francisco aceptó su renuncia al gobierno pastoral de la diócesis de Atlacomulco, al cumplir los 75 años de edad, tal como lo señala el Código de Derecho Canónico.